# Rhinella icterica
O sapo-cururu (nome científico: Rhinella icterica, antiga nomenclatura: Bufo ictericus), também conhecido como sapo-boi, é uma espécie de anfíbio da família Bufonidae, que pode ser encontrada no Brasil, na Argentina e no Paraguai. Habita diversos habitats, tanto florestas fechadas, como a Mata Atlântica, quanto áreas abertas, como o Cerrado, além de viver em áreas urbanizadas, onde é encontrada frequentemente.
Os machos medem geralmente entre 10 e 16,6 centímetros, enquanto as fêmeas medem entre 13,5 e 19 centímetros. É possível distinguir facilmente os machos das fêmeas, devido ao dimorfismo sexual, com os machos sendo verde-amarelados e as fêmeas sendo bicolores, apresentando o dorso bege com manchas escuras. Ambos possuem o ventre branco marmoreado com marrom, além de diversas saliências dorsais. Suas glândulas parotoides são bem desenvolvidas, podendo ser encontradas atrás do olho e possuindo formato elíptico.
Possui uma dieta oportunista e generalista, alimentando-se principalmente de insetos, escorpiões, lesmas e pequenos roedores, existindo também registros de predação de aves e peixes, além de um registro de herbivoria, em que um indivíduo se alimentou das flores de uma planta. Apesar de possuir veneno, pode ser predada por algumas espécies de animais, como a corredeira-lisa e o rato-doméstico. Pode ser hospedeiro de inúmeras parasitoses, como nematódeos, platelmintos, acantocéfalos e carrapatos, os quais podem ser contraídos durante a fase larval ou enquanto adultos. Reproduz-se entre agosto e janeiro, podendo haver variações na sua duração de acordo com sua latitude, com ela ocorrendo em corpos d'água de baixa ou nenhuma correnteza, como córregos, lagoas e poças. O macho vocaliza durante a noite, com o objetivo de chamar a atenção das fêmeas, e, caso alguma corresponda, eles realizam o amplexo, depositando milhares de ovos. Ao eclodirem, nascem os girinos, que medem entre nove e dez milímetros e são pretos.
Como muitos bufonídeos, esta espécie possui inúmeras glândulas de veneno, o qual tem como objetivo afugentar um possível predador que venha a abocanhá-la. Tal toxina possui efeito neuro e cardiotóxico, causando desde alucinações à mudança do batimento cardíaco, podendo levar à morte. Apesar de todos os efeitos, ele é expelido apenas após compressão física de suas glândulas parotoides, e, para que haja uma intoxicação, é preciso que o veneno seja ingerido ou entre em contato com mucosas, como o olho. Isso faz com que uma possível intoxicação humana seja improvável; porém, animais de estimação, como cães, podem sofrê-la, por exemplo, no momento em que, ao tentarem abocanhar um indivíduo, pressionam suas glândulas e ingerem parte do líquido secretado. Todavia, se o animal for levado ao veterinário imediatamente, os riscos de ele vir a óbito são minúsculos.

## Taxonomia
O primeiro registro de documentação da espécie foi feito pelo príncipe e naturalista renano Maximilian zu Wied-Neuwied em seu livro Reise nach Brasilien in den Jahren 1815 bis 1817, que teve publicação em 1821, no qual foi tratada como se fosse duas espécies diferentes, a Bufo bimaculatus e a Bufo fuliginosus. Os espécimes foram encontrados na Serra de Inoã, em Maricá, no Rio de Janeiro, porém, devido à perda da coleção original, não é possível se atestar com certeza se trata-se da mesma espécie. Já a primeira descrição oficial foi feita pelo naturalista alemão Johann Baptist von Spix, em 1824, com base em indivíduos coletados no estado do Rio de Janeiro (que na época ainda era uma província), cujos detalhes foram adicionados ao artigo Animalia nova sive species novae testudinum et ranarum, que fora publicado pela editora alemã Monachii, sendo chamada de Bufo ictericus. Logo após, houve várias novas descrições de espécies como novas, mas que se tratavam, na verdade, de sinônimos da R. icterica. São exemplos a Bufo agua, descrita em 1801 por Sonnini e Latreille — no entanto, ainda há discordância se é um sinônimo dessa espécie ou da Rhinella marina —, e Bufo missionum, relatada em 1896 por Gregor Berg, ao tê-la encontrado em Misiones, na Argentina. Em 2006, a espécie passou por uma renomeação, devido a uma reestruturação no modelo taxonômico que foi acordada entre vários pesquisadores, o que fez com que seu gênero mudasse de Bufo para Chaunus, com a espécie passando a ser chamada de Chaunus ictericus. Porém, logo no ano seguinte, os pesquisadores Chaparro, Pramuk e Gluesenkamp propuseram a renomeação do mesmo gênero para Rhinella e de seu epíteto específico para icterica, que atualmente é a nomenclatura mais usada, com a espécie sendo conhecida como Rhinella icterica.
Seu epíteto específico é composto pela palavra latina icterica, que significa aquele que tem icterícia, uma associação ao fato de o sapo possuir a pele amarelada. Assim como os demais anuros que são conhecidos como sapo-cururu, tais como Rhinella diptycha, seu nome popular deriva da palavra tupi kururu, que é o nome genérico para sapo naquela língua. Já o nome sapo-boi é uma alusão à sua vocalização, que se assemelha ao mugido de um boi.
Na cidade de Eldorado, na Argentina, determinada população de sapos apresenta características morfológicas específicas da R. diptycha, como o formato das verrugas dorsais e a presença de glândulas paracnêmis, e da R. icterica, como o formato da glândula parotoide e o padrão das listras dorsais. Contudo, de acordo com a AmphibiaWeb, é necessário que sejam feitos estudos nessa área para se determinar se trata-se de um caso de hibridismo ou se é uma espécie nova.

## Distribuição e conservação
A espécie está presente em diversos habitats, desde florestas fechadas, como a Mata Atlântica, a áreas abertas, como o Cerrado, podendo viver, inclusive, em áreas urbanizadas, onde é mais frequente. Pode ser encontrada nas regiões Sul, Sudeste e Centro-Oeste do Brasil, nas províncias de Misiones e Corrientes da Argentina e no leste do Paraguai, estando sempre em uma altitude entre o nível do mar e os 1 200 metros.
A União Internacional para a Conservação da Natureza (IUCN) a classifica como espécie pouco preocupante (LC), com a justificativa de que ela possui grande expansão geográfica, está presente em diversos habitats, possui uma grande população e pelo fato de não haver nenhuma ameaça conhecida à espécie. Além disso, sua população encontra-se estável e está adaptada a viver em locais com degradação humana, outrossim sua distribuição é compreendida por diversos parques ambientais.

## Descrição
O comprimento médio dos machos varia entre 10 e 16,6 centímetros e o das fêmeas entre 13,5 e 19 centímetros. Possui dimorfismo sexual marcante, com as fêmeas tendo o dorso de coloração bege com manchas escuras e uma linha clara dividindo-as, diferente dos machos, que são monocromáticos e possuem o dorso verde-amarelado, além de um número maior de verrugas. Em ambos, o ventre é branco e marmoreado com marrom, possuindo o corpo forte e o dorso com inúmeras saliências. Suas glândulas parotoides são bem desenvolvidas, têm formato elíptico e estão localizadas atrás dos olhos. Sua maxila é pouco projetada sobre a mandíbula e seu tímpano é pequeno e mais largo latitudinalmente do que meridionalmente. Os mais jovens possuem coloração olivácea e algumas manchas, como se fosse o intermediário entre a coloração do macho e da fêmea.

Pode ser diferenciada da R. diptycha pela ausência de glândulas paracnêmis na tíbia dos indivíduos e da R. abei por esta apresentar comportamento mais arredio e viver em regiões mais arborizadas. Pode ser confundida com a R. ornata.

## Alimentação
Assim como a maior parte dos sapos, possui uma dieta generalista e oportunista, e basicamente carnívora, alimentando-se de qualquer animal que se movimente perto dele. Sua dieta é composta principalmente por insetos, lesmas e pequenos vertebrados, que são capturados pelo modo de predação "sentar-e-esperar", em que permanecem imóveis e esperam que alguma presa se aproxime. A maior parte dos insetos capturados são formicídeos e coleópteros, o que leva a se imaginar que se tem preferência por insetos que costumam estar presentes no solo das florestas. Um único indivíduo pode se alimentar de dez mil insetos em três meses. São extremamente resistentes a toxina de escorpiões, o que permite que eles façam parte de sua dieta também, ajudando, inclusive, na diminuição populacional de espécies causadoras de problemas de saúde pública, como o escorpião-amarelo. Também existe um registro de predação de aves, em que um indivíduo adulto capturou um curutié (Certhiaxis cinnamomeus) que andava no chão e estava de asa quebrada. Não existem outros registros de ornitofagia além desse para essa espécie. De mesmo modo, existe um registro de predação de peixes, em que um grupo de sapos foi visto mergulhando e capturando, de maneira oportunista, indivíduos da espécie Bryconamericus iheringii, que haviam sido pegos por rede para a realização de uma amostragem no Rio Carreiro, em São Valentim do Sul, no Rio Grande do Sul.
Em diversos estudos para se analisar a sua dieta foram encontrados resquícios de matéria orgânica vegetal em seu estômago, tal como já foi registrado em outras espécies do gênero Rhinella, sendo todas consideradas como acidentais, uma vez que fora engolida ao capturar algum animal pousado sobre uma planta. Porém, uma pesquisa realizada pela UNIGRANRIO, demonstrou que tal padrão alimentar pode ser voluntário, quando foi isolado um indivíduo e deixou disponível apenas espécies vegetais para alimentação, o que fez com que o mesmo se alimentasse das flores da planta Hibiscus schizopetalus voluntariamente. Essa experiência revela a possibilidade de outras espécies de anfíbios também apresentarem herbivoria, diferente do que se imagina ser restrito a espécie de perereca Xenohyla  truncata.

## Predadores e parasitas

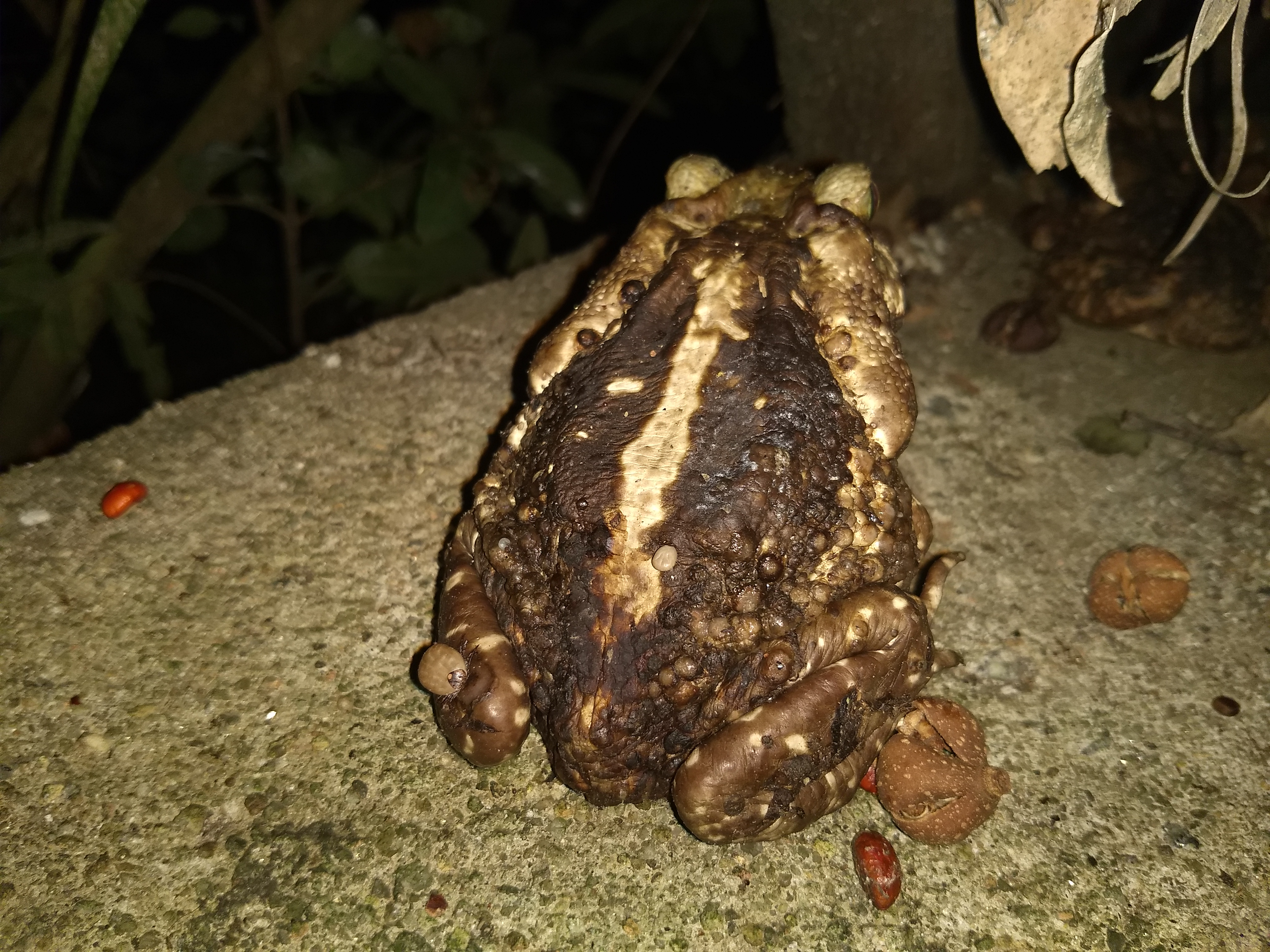
Uma fêmea parasitada por carrapatos Amblyomma rotundatum.

Como a espécie possui inúmeras glândulas de veneno distribuídas pelo corpo, ela não costuma ser predada frequentemente por outros animais. Porém, mesmo assim, alguns ainda se alimentam dela, sendo um exemplo as cobras do gênero Thamnodynastes, como a corredeira-lisa (T. strigatus), que costumam predar anuros, tais como o sapo-cururu. Ela ainda pode servir de alimento para espécies introduzidas, como o rato-doméstico (Rattus rattus), que já foi registrado atacando um indivíduo adulto e carregando-o para dentro de uma toca, onde possivelmente o comeu.
Diferentemente do que ocorre com os predadores, o sapo-cururu pode ser acometido por inúmeros parasitas. Dentre eles, os mais frequentes são os endoparasitas, como os vermes, que em sua maioria são nematódeos, mas apresentam também platelmintos e acantocéfalos. As principais espécies que parasitam-no são a Rhabdias fuelleborni, a qual se aloja nos pulmões, e a Pseudoacanthocephalus lutzi, que se aloja no intestino. Além dessas, existem várias outras espécies que lhe podem fazer como hospedeiro, habitando majoritariamente no sistema digestório e no coração. A contaminação por esses parasitas pode ocorrer tanto na fase larval, quando invertebrados contaminados são consumidos pelos girinos, quanto na fase adulta, a partir da penetração cutânea ou ingestão acidental de ovos dos vermes. Os indivíduos infectados costumam ter um aumento dos intestinos e dos rins, além de apresentarem redução da eficiência pulmonar e dificuldade locomotora, e, em casos mais graves, redução no metabolismo e consumo exagerado das reservas energéticas.
Ainda pode ser acometida por ectoparasitas, como carrapatos, sendo a espécie Amblyomma rotundatum a mais comum, a qual costuma atacar diversos anfíbios, o que faz com que seja conhecido como carrapato-de-sapo, e está presente desde o sul dos Estados Unidos à Argentina. Tais parasitas podem trazer diversos problemas para o hospedeiro, como anemia, além de serem um veículo de transmissão de diversas doenças e hemoparasitos e diminuírem a imunidade pelo estresse. Em caso de infestações, mesmo em pequena quantidade, o animal pode vir a óbito.

## Reprodução

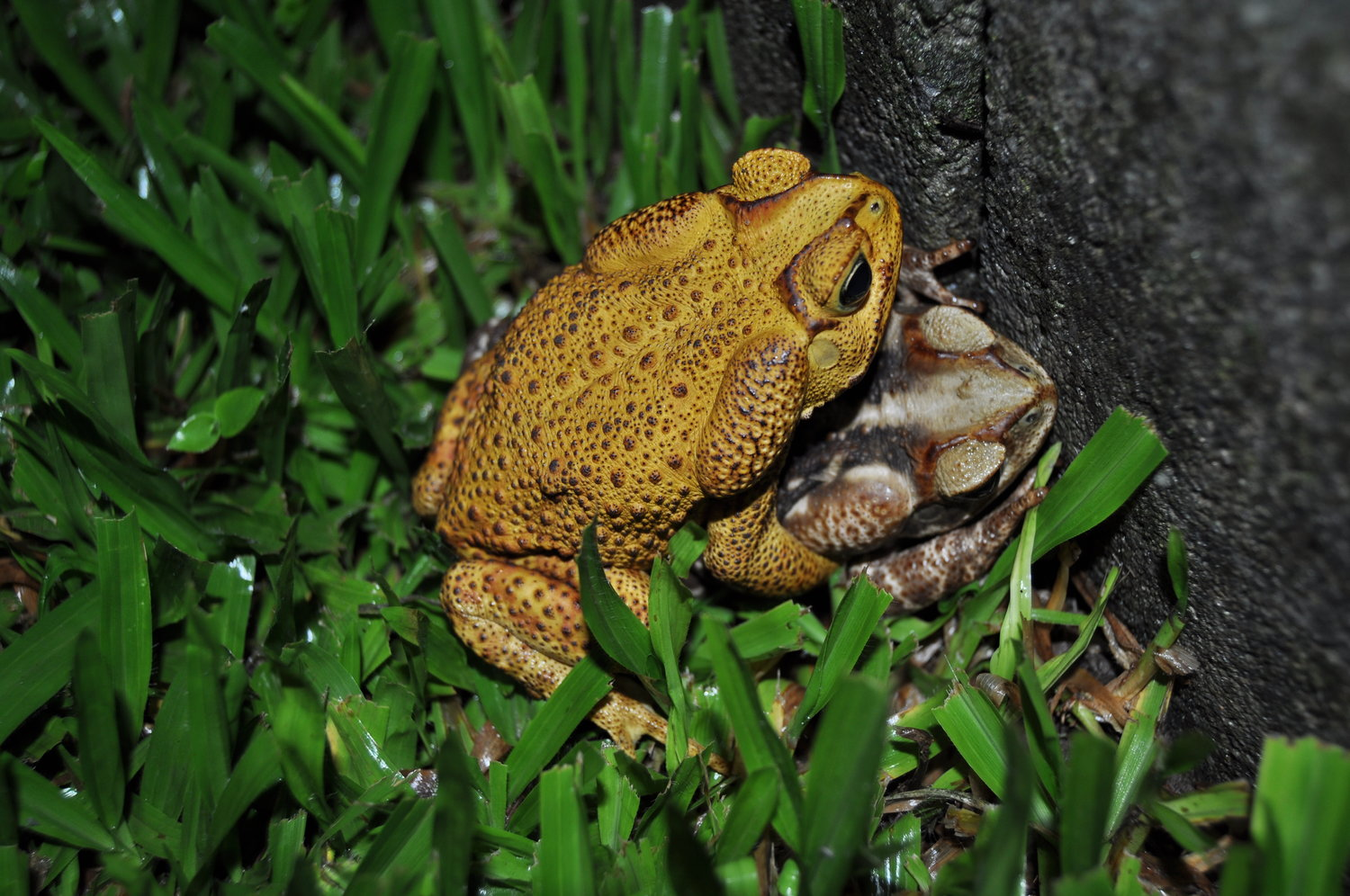
Um casal em amplexo.

Normalmente, seu período reprodutivo é correspondido pelos meses de agosto a janeiro, podendo haver uma pequena variação de acordo com a latitude. Ocorre geralmente em corpos d'água de baixa ou nenhuma correnteza, como córregos, poças de chuva e lagoas. Tal comportamento de se procurar locais com baixo fluxo de água tem como objetivo evitar que os girinos sejam arrastados e permanecer em ambientes de com maior quantidade de oxigênio dissolvido, já que as larvas não possuem pulmões desenvolvidos e não podem subir a superfície para respirar e em ambientes com correntezas maiores tendem a aumentar a sua turbidez e, consequentemente, diminuir sua produção pela fotossíntese de algas. Existe a probabilidade de que os indivíduos apresentam preferência por determinados locais de desova, visto que eles costumam se reproduzir nas mesmas regiões dos anos anteriores. O período reprodutivo está diretamente ligado ao ciclo de chuvas, ocorrendo normalmente na época de estiagem, de forma a evitar a cheia dos rios e a competição com outras espécies, que se reproduzem durante as chuvas. Após encontrarem o local ideal para a reprodução, os machos, durante a noite, começam a coaxar, com o objetivo de chamar a atenção das fêmeas. Tal vocalização, que inclusive é a causa de seu nome popular, pode ser representada de maneira onomatopeica "cururu", sendo formado por notas multipulsionadas, onde cada uma dura entre 50 e 58 milissegundos e possui frequência entre 400 e 900 hertz, com dominância entre 500 e 600 Hz. Após a fêmea escolher o macho, os dois realizam o amplexo, e, depois, ela realiza a desova no corpo d'água, onde milhares de ovos escuros são postos em cordões gelatinosos de alguns metros de comprimento aderidos junto a vegetação. De acordo com a lista de modos reprodutivos de anuros desenvolvida por Célio Haddad e Cynthia Prado, a espécie utiliza o Modo 1, que consiste na postura dos ovos em água lêntica e com os girinos sendo exotróficos (se alimentando na água).
Após a eclosão dos ovos, que ocorre geralmente em novembro e dezembro, os girinos saem do cordão gelatinoso e medem aproximadamente entre 9 e 10 milímetros. Depois disso, passam a ter hábitos diurnos, vivem em aglomerações, são livre-nadantes e se alimentam de matéria orgânica em suspensão, depositada no solo e/ou plantas aquáticas. São pretos e pequenos, possuem o corpo oval e a boca arredondada e sua fórmula das fileiras de dentes labiais (FFDL) é 2(2)/3, assim como a R. diptycha.

## Veneno
Assim como a maior parte dos bufonídeos, essa espécie é capaz de secretar bufotoxinas através de suas inúmeras glândulas de veneno, sendo as principais as parotoides, porém é incapaz de inoculá-la. Sua serventia é afugentar possíveis predadores que venham a abocanhá-lo, sendo liberado quando a mandíbula do animal pressiona suas glândulas, fazendo com que o veneno seja esguichado e o envenenando por conseguinte. A toxina é composta principalmente por aminas biogênicas, como a adrenalina, a noradrenalina e bufoteninas, e esteroides, como o colesterol, o ergosterol e bufadienolídeos. Seu principal modo de ação em caso de uma intoxicação é o efeito digitálico, que causa a inibição da bomba de sódio-potássio, levando a um aumento da concentração de íons de sódio no meio intracelular e os de cálcio nos miócitos cardíacos, que faz com que o coração bata mais forte e devagar, podendo levar pequenos animais a ter convulsões e uma parada cardíaca, e consequentemente, a morte. Além de seus efeitos cardiotóxicos, pode apresentar efeitos neurotóxicos, como o aumento da liberação de neurotransmissores e alucinações.
Apesar de ser inofensivo para o ser humano, já que para haver uma intoxicação é necessário que haja contato do veneno com a boca ou mucosas, sendo que este só é eliminado caso haja uma compressão de suas glândulas, o sapo-cururu pode apresentar riscos para animais de estimação, principalmente cachorros, que podem se intoxicar ao tentar mordê-lo, fazendo com que o veneno escorra em sua boca ou em uma ferida que haja na pele. Tais casos costumam ocorrer mais em áreas rurais, onde o cão pode ter acesso a corpos d'água onde habitam, e durante a noite, por serem mais ativos durante esse período. Nos casos mais leves de envenenamento, os animais de estimação costumam apresentar êmese, depressão, alteração dos batimentos cardíacos e diarreia, e nos casos mais graves, dor abdominal, midríase não responsiva, edema pulmonar, cianose, opistótono e nistagmo, podendo levar a morte se não tratado imediatamente. Apesar de todos esses sintomas, casos mais graves e o óbito são raros de acontecer, principalmente quando são levados no veterinário em tempo hábil. As principais formas de tratamento consistem na remoção do veneno de seu aparelho digestório, a partir da indução do vômito e lavagens estomacais, sendo administrado posteriormente doses de carvão ativado, porém tais ações devem ser realizadas apenas por um profissional responsável.
As principais estruturas secretoras de veneno são as glândulas parotoides, que são localizadas atrás dos olhos. Elas são compostas por inúmeros poros, sendo que cada um deles é ligado a um alvéolo de maneira independente e distribuídos como se fossem favos de uma colmeia. Suas membranas são feitas geralmente de colágeno tipo III, podendo haver fibras musculares tipo I. Para que o veneno seja expelido para glândula, é preciso que haja uma compressão mínima de 0,69 kg/cm², fazendo com que o veneno seja secretado pelos alvéolos em forma de jato. Logo após o evento, as estruturas e vasos sanguíneos que foram rompidos por causa da pressão começam a se regenerar e a produzir mais toxinas. Além da função de produzir e expelir veneno, as glândulas parotoides podem servir para reduzir o impacto da mordida de um predador, de forma a provocar menos lesões e não atingir órgãos vitais, como se fosse um "colete a prova de balas".

## Na cultura popular
Tal espécie costuma estar associada por parte da população à bruxaria, já que ela costuma ser usada em rituais de magia negra e religiões de matriz africana, nos quais são adicionados objetos em sua boca, que é costurada em seguida, levando o animal à morte por desnutrição. Além desse, existem diversos outros mitos a respeito da espécie, sendo o principal o de que ela esguicha veneno propositalmente, o que não é verdade, uma vez que é preciso que haja uma compressão externa para que isso ocorra, e, mesmo que aconteça, é necessário que se tenha o contato do mesmo com a boca ou mucosas para que alguém realmente se intoxique.
A espécie é citada em diversas obras da literatura brasileira, como no poema Os Sapos, de Manuel Bandeira, que foi uma crítica ao Parnasianismo. Também é bastante mencionada em músicas infantis, como Sapo Cururu, gravada pelo projeto Galinha Pintadinha. A banda Raimundos gravou uma música em que o sapo-cururu é referido, a faixa Língua Presa, do álbum Só no Forevis.